# マウロ・マッシローニ
マウロ・マッシローニ（Mauro Massironi、1979年11月11日 − ）は、イタリアのレーシングドライバー。ヴィメルカーテ出身。ポルシェ・スーパーカップ、ユーロカップフォーミュラ・ルノー2.0 、イギリス・フォーミュラ3選手権などのシリーズに出場している。彼は2006年にイタリア・フォーミュラ3選手権でチャンピオンを獲得している。